# Gefährliche Grenze
Gefährliche Grenze ist ein US-amerikanisches Filmdrama aus dem Jahr 1934 von Frank R. Strayer mit Erich von Stroheim und Wera Engels in den Hauptrollen.

## Handlung
Der österreichische Hauptmann von Traunsee, der als Strafe für einen romantischen Seitensprung zur Patrouille in eine Garnison an der italienischen Grenze geschickt wurde, lässt seinen Frust an den Männern seiner Einheit aus. Als die Russisch-Ungarin Sonya Valinoff am Posten eintrifft, wird von Traunsee jedoch auf sie aufmerksam und verhindert mit seiner Autorität ihre Auswanderung in die USA, indem er eine Unstimmigkeit in ihrem Pass vorhält. Kurz darauf wird die Garnison vom amerikanischen Gangster Frank Riker überfallen, den von Traunsee als flüchtigen Mann identifiziert, der in die USA ausgeliefert werden soll. 
Riker erfährt, dass Sonya die Schwester eines ehemaligen Gefängniskameraden ist, der bei der gemeinsamen Flucht starb. Entschlossen, den lüsternen von Traunsee daran zu hindern, Sonya zu verführen, stiehlt Riker eine Pistole aus der Garnison und überrascht das Paar beim Abendessen. Mit vorgehaltener Waffe zwingt Riker von Traunsee, Sonya und ihn in eine Nachbarstadt zu fahren und ihre Hochzeit beim örtlichen Bürgermeister zu bezeugen. Zwar weiß von Traunsee, dass die Waffe ungeraden ist, der Offizier ist jedoch von Rikers Tapferkeit und Anstand beeindruckt. Er erlaubt dem Paar, nach Brooklyn zu reisen, wo Sonya als US-Bürgerin schwört, zu warten, bis ihr Mann seine Haftstrafe verbüßt hat.

## Veröffentlichung
Die Premiere des Films fand am 22. August 1934 statt. In der Bundesrepublik Deutschland wurde er am 3. Oktober 1979 im deutschen Fernsehen ausgestrahlt.

## Kritiken
Der Kritiker des TV Guide befand, dass Erich von Stroheim seinen üblichen Charakter in einem minderwertigen Film gut spiele.
Das Lexikon des internationalen Films schrieb: „Sentimentale Mischung aus Kriminal- und Liebesfilm in formal sehr konventioneller Machart.“